# 海涅-康托尔定理
海涅-康托尔定理，以愛德華·海涅和乔治·康托尔命名，说明如果M是一个紧緻度量空间，N是一个度量空间，则每一个连续函数
f : M → N,
都是均勻连续的。
特别地，如果f : [a,b] → R是一个连续函数，则它是一致连续的。

## 证明 1
假设f在紧度量空间M上连续，但不一致连续，则以下命题
{\displaystyle \forall \varepsilon >0\quad \exists \delta >0}，使得对于所有M内的x和y，都有{\displaystyle d(x,y)<\delta \Rightarrow \rho (f(x),f(y))<\varepsilon }
的否定是：
{\displaystyle \exists \varepsilon _{0}>0}，使得{\displaystyle \forall \delta >0,\ \exists x,y\in M}，使得{\displaystyle \ d(x,y)<\delta }，且{\displaystyle \rho (f(x),f(y))\geq \varepsilon _{0}}。
其中d和{\displaystyle \rho }分别是度量空间M和N上的距离函数。
选择两个序列xn和yn，使得：
{\displaystyle d(x_{n},y_{n})<{\frac {1}{n}}}，且{\displaystyle \rho (f(x_{n}),f(y_{n}))\geq \varepsilon _{0}}  (*)
由于度量空间是紧致的，根据波尔查诺-魏尔施特拉斯定理，序列xn存在一个收敛的子序列{\displaystyle x_{n_{k}}}，而{\displaystyle d(x_{n_{k}},y_{n_{k}})<{\frac {1}{n_{k}}}\to 0}，故{\displaystyle x_{n_{k}}}和{\displaystyle y_{n_{k}}}收敛于相同的点。又因为f是连续的，所以{\displaystyle f(x_{n_{k}})}和{\displaystyle f(y_{n_{k}})}收敛于相同的点，与(*)式矛盾。

## 证明 2
设 f 是从一个紧度量空间 (M,dM) 到一个度量空间 (N,dN) 的连续函数，欲证明 f 是一致连续的。
设给定了 {\displaystyle \varepsilon >0}, 于是对 {\displaystyle M} 中的每一个点 {\displaystyle a} 都存在一个与 {\displaystyle a} 有关的 {\displaystyle \delta }, 使得
{\displaystyle d_{N}(f(x),f(a))<{\frac {\varepsilon }{2}},\forall x\in B_{M}(a;\delta ){\text{. }}}
考虑由半径为 {\displaystyle \delta /2} 的球 {\displaystyle B_{M}(a;\delta /2)} 构成的集族, 这族球覆盖 {\displaystyle M}, 而且因为 {\displaystyle M} 是紧的, 所以这些球中有有限个也覆盖 {\displaystyle M}, 比方说
{\displaystyle M=\bigcup _{k=1}^{m}B_{M}\left(a_{k};{\frac {r_{k}}{2}}\right)\qquad {\text{(*)}}}
在任何一个两倍半径的球 {\displaystyle B_{M}\left(a_{k};r_{k}\right)} 中, 我们有
{\displaystyle d_{N}\left(f(x),f\left(a_{k}\right)\right)<{\frac {\varepsilon }{2}},\forall x\in B_{M}\left(a_{k};r_{k}\right){\text{. }}}
设 {\displaystyle \delta =\min(r_{1}/2,\cdots ,r_{m}/2)}, 欲证明这个 {\displaystyle \delta } 满足一致连续性定义中的要求.
对 {\displaystyle M} 中的两个点 {\displaystyle x} 和 {\displaystyle y} 满足条件 {\displaystyle d_{M}(x,y)<\delta }, 由 {\displaystyle {\text{(*)}}}, 有某个球 {\displaystyle B_{M}\left(a_{k};r_{k}/2\right)} 包含 {\displaystyle x}, 所以
{\displaystyle d_{N}\left(f(x),f\left(a_{k}\right)\right)<{\frac {\varepsilon }{2}}.}
由三角不等式可得
{\displaystyle d_{M}\left(y,a_{k}\right)\leqslant d_{M}(y,x)+d_{M}\left(x,a_{k}\right)<\delta +{\frac {r_{k}}{2}}\leqslant {\frac {r_{k}}{2}}+{\frac {r_{k}}{2}}=r_{k}.}
因而, {\displaystyle y\in B_{M}\left(a_{k};r_{k}\right)}, 所以也有 {\displaystyle d_{N}\left(f(y),f\left(a_{k}\right)\right)<\varepsilon /2}. 再次使用三角不等式就可以发现
{\displaystyle d_{N}(f(x),f(y))\leqslant d_{N}\left(f(x),f\left(a_{k}\right)\right)+d_{N}\left(f\left(a_{k}\right),f(y)\right)<{\frac {\varepsilon }{2}}+{\frac {\varepsilon }{2}}=\varepsilon {\text{.}}}